# Wan Jamak
Wan Jamak (Johor, Malasia; 22 de noviembre de 1957) es un exfutbolista y entrenador de Fútbol de Malasia que jugaba en la posición de defensa. Actualmente es el director del departamento juvenil del Johor Darul Ta'zim FC desde 2015.

## Carrera

### Club
Jugó toda su carrera con el Johor FA de 1977 a 1990 con quien ganó un título en 1979.

### Selección nacional
Jugó para Malasia de 1975 a 1980 con la que anotó un gol en 36 partidos, y participó en la Copa Asiática 1980.

### Entrenador
| Periodo   | Club               |
| --------- | ------------------ |
| 1993–1995 | Johor FA           |
| 1996–1997 | Malasia            |
| 2006–2007 | Melaka TMFC        |
| 2008–2011 | Negeri Sembilan FA |
| 2011–2012 | Kedah FA           |
| 2013–2014 | PKNS FC            |

## Logros

### Jugador
Johor
- Malaysia Kings Gold Cup: 1979

### Selección nacional
- SEA Games: 1979[9]
- Pestabola Merdeka: 1979

### Entrenador
Negeri Sembilan
- Copa FA de Malasia: 2010
- Copa de Malasia: 2009